# Squander Bug

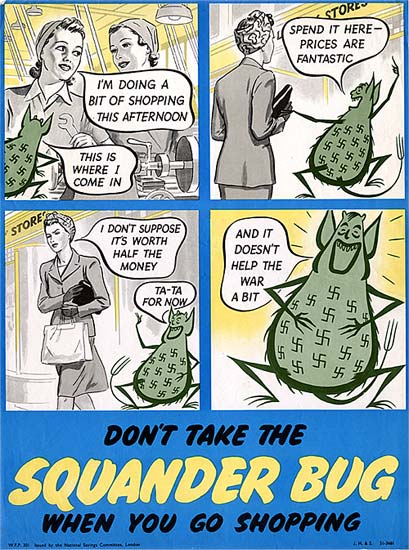
Brytyjski plakat z okresu II wojny światowej, zachęcający do niebrania ze sobą na zakupy Squander Buga

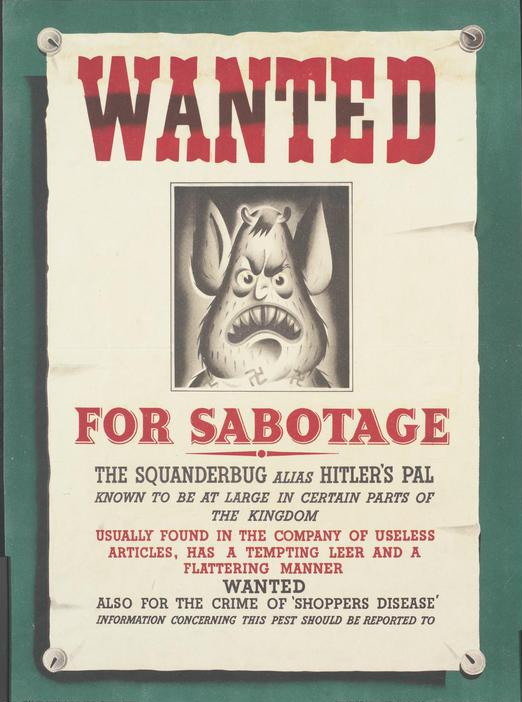
Squander Bug poszukiwany za sabotaż na brytyjskim plakacie z okresu II wojny światowej

Squander Bug – fikcyjna postać propagandowa z okresu II wojny światowej, stworzona przez brytyjską National Savings Movement, aby zniechęcić do marnotrawstwa i konsumpcji. Postać ta, pierwotnie zaprojektowana przez ilustratora Phillipa Boydella na potrzeby reklam prasowych, była szeroko wykorzystywana przez innych artystów z czasów wojny w kampaniach plakatowych i politycznych kreskówkach. Jest to jedna z nielicznych kampanii propagandowych z okresu II wojny światowej, która została w pełni udokumentowana, od oryginalnych szkiców koncepcyjnych po gotowe reklamy.

## Projekt
Podczas II wojny światowej brytyjska National Savings Movement zaniepokoiła się, że za rzadkie dobra konsumpcyjne płacono zawyżone ceny i uważała, że pieniądze lepiej byłoby wydać na bony oszczędnościowe w celu sfinansowania wojny. Organizacja doszła do wniosku, że potrzebny jest sposób na ośmieszenie lekkomyślnych wydatków, który nie będzie nudny i arogancki wobec odbiorców. Aby zaspokoić tę potrzebę, Boydell stworzył serię sześciu szkiców przedstawiających stworka o imieniu „Money Rob”, który może „popychać, ciągnąć, drapać, gryźć i kraść”. Koncepcja została zaakceptowana niemal dokładnie tak jak ją zaprojektowano, poza zmianą nazwy na „Squander Bug”.
Postać miała stanowić pozytywną alternatywę dla niekończących się rządowych ostrzeżeń o tym, czego nie robić, na przykład „Nie marnuj paliwa” lub „Nie marnuj papieru”. Zamiast tego, komiksowe dymki zachęcały kupujących do marnowania pieniędzy na bezużyteczne zakupy, wraz z napisami wzywającymi konsumentów do walki lub zagłodzenia Squander Buga. Postać ostatecznie zyskała tatuaże ze swastyką, a nawet została umieszczona w Muzeum Figur Woskowych Madame Tussaud w Londynie obok innych wrogów wojennych, takich jak Adolf Hitler i Benito Mussolini.

## Użycie
Phillip Boydell był głównie zaangażowany w opracowywanie Squander Buga do reklam prasowych, ale postać została również wykorzystana w kampaniach plakatowych z tym samym przesłaniem. Brytyjscy rysownicy wojenni, tacy jak David Low i Carl Giles, również używali tej postaci, czasem ironicznie. Na przykład Victor Weisz wyśmiewał niedobory siły roboczej Hitlera, dając mu własną parę Squander Bugów.
Postać zyskała międzynarodową renomę, a jej adaptowana wersja była używana w Australii, gdzie Squander Bug otrzymał japoński wygląd. Postać Squander Buga została również stworzona przez Dr. Seussa, aby zachęcić Amerykanów do kupowania obligacji wojennych, chociaż projekt był zupełnie inny niż wersja Boydella.